# Ilya Mironov
Ilya Yuryevich Mironov (tiếng Nga: Илья Юрьевич Миронов; sinh ngày 27 tháng 2 năm 1992) is a tiền vệ bóng đá. Anh thi đấu cho FSK Dolgoprudny.

## Sự nghiệp câu lạc bộ
Anh có màn ra mắt tại Russian Second Division cho F.K. Saturn-2 Moskva Oblast vào ngày 1 tháng 9 năm 2011 trong trận đấu với F.K. Volga Tver.